# Великая Вода
Великая Вода — озеро в муниципальном образовании «Пореченское» Бежаницкого района Псковской области. По западному побережью проходит граница с Кудеверской волостью Бежаницкого района, по южному берегу — граница с Новосокольническим районом. Расположено на Бежаницкой возвышенности.
Площадь — 2,7 км² или 268,5 га, по другим данным — 2,6 км² или 264 га. Максимальная глубина — 36,0 м, средняя глубина — 11,0 м, что делает водоём одним из самых глубоких озёр Псковской области. По другим данным, максимальная глубина озера составляет 6,0 м, средняя — 2,5 м.
Проточное. Относится к бассейну реки Копытовка, (приток Алоли), которые, в свою очередь, относятся к бассейну реки Великой.
Ближайшие населённые пункты — деревни Гришино, Рощево.
Тип озера лещово-уклейный с ряпушкой. Массовые виды рыб: лещ, уклея, окунь, плотва, ряпушка, щука, ерш, язь, красноперка, густера, налим, бычок-подкаменщик, линь, золотой карась, вьюн, щиповка; широкопалый рак (единично).
Для озера характерны: в литорали — песок, камни, заиленный песок, глина, в профундалии — ил, заиленный песок, песок, камни, в прибрежье — леса, луга, огороды.